# Hiroaki Doi
Hiroaki Doi (* 2. Dezember 1978) ist ein ehemaliger japanischer Leichtathlet, der sich auf den Hammerwurf spezialisiert hat.

## Sportliche Laufbahn
Erste internationale Erfahrungen sammelte Hiroaki Doi im Jahr 2002, als er bei den Asienmeisterschaften in Colombo mit einer Weite von 70,27 m die Silbermedaille hinter seinem Landsmann Kōji Murofushi gewann, wie auch bei den anschließenden Asienspielen in Busan mit 69,57 m. Im Jahr darauf gewann er bei den Asienmeisterschaften in Manila mit 70,11 m erneut die Silbermedaille, diesmal hinter dem Kuwaiter Ali Mohamed al-Zankawi. 2005 gewann er bei den Asienmeisterschaften in Incheon mit 68,50 m die Bronzemedaille hinter al-Zinkawi und Dilschod Nasarow aus Tadschikistan. Daraufhin nahm er an den Ostasienspielen in Macau teil und siegte dort mit einem Wurf auf 70,35 m. Im darauffolgenden Jahr sicherte er sich bei den Asienspielen in Doha mit 69,45 m die Bronzemedaille hinter Nasarow und al-Zakawi. Auch bei den Asienmeisterschaften 2007 in Amman gewann er mit einer Weite von 70,74 m die Bronzemedaille hinter al-Zinkawi und Nasarow und qualifizierte sich zudem für die Weltmeisterschaften in Osaka, bei denen er aber mit 69,89 m den Finaleinzug verpasste.
2009 belegte er bei den Asienmeisterschaften in Guangzhou mit 69,75 m den vierten Platz und verteidigte anschließend bei den Ostasienspielen in Hongkong mit 71,25 m seinen Titel. Im Jahr darauf gewann er bei seinen dritten Asienspielen in Guangzhou mit 68,72 m die Bronzemedaille hinter Nasarow und dem Iraner Kaveh Mousavi. 2011 gewann er bei den Asienmeisterschaften in Kōbe mit 70,69 m die Bronzemedaille hinter al-Zankawi und seinem Landsmann Hiroshi Noguchi. Er setzte seine Karriere bis 2016 fort und beendete diese dann in Osaka im Alter von 37 Jahren.